# Bishwanath
Bishwanath è un sottodistretto (upazila) del Bangladesh situato nel distretto di Sylhet, divisione di Sylhet. Si estende su una superficie di 214,5 km² e conta una popolazione di 169.730 abitanti (dato censimento 1991).